# Windows Me
Windows Millennium Edition (Kodenavn: Millennium), eller Windows Me, er et hybrid 16-bit/32-bit grafisk operativsystem der blev udgivet d. 14. september 2000, af Microsoft.
Windows Me var efterfølgeren til Windows 98 og blev sat på markedet som en "Home Edition" af Windows 2000 Professional, der var blevet udgivet syv måneder tidligere. Den indeholder Internet Explorer 5.5, Windows Media Player 7, og den nye Windows Movie Maker der tilbød nem redigering af video for hjemmebrugere. Microsoft opdaterede også den grafiske brugerflade i Windows Me, med nogle af funktionerne der først var blevet introduceret i Windows 2000.
Windows Me er en fortsættelse af Windows 9x modellen, men med begrænset adgang til "real mode" af MS-DOS for at formindske systemets boot tid. Dette blev en af de mest kendte ændringer i Windows Me, da programmer der havde brug for real mode DOS for at kunne køre, ikke virkede på Windows Me.
Sammenlignet med andre udgivelser af Windows, havde Windows Me en kort periode på butikkernes hylder, på kun lidt over et år. Den blev snart udskiftet med det NT-baserede Windows XP, som blev udgivet d. 25. oktober 2001.

## Kritik
Dan Tynan kaldte det for "Mistake Edition" ("Fejludgave") i PC Worlds artikel 'Top 25 Worst Tech Products'. Han erklærede Windows Me det fjerde-"Værste Produkt Nogensinde" (efter AOL, RealPlayer, og Syncronys SoftRAM) på grund af en række tekniske problemer og fejl.

"Kort efter Me dukkede op i 2000," fortæller artiklen, "rapporterede brugere problemer med at installere det, få det til at køre, få det til at virke med andet hardware og software, og få det til at stoppe med at køre igen."

## Systemkrav
|                           | Minimum                                | Anbefalet                              |
| ------------------------- | -------------------------------------- | -------------------------------------- |
| Processor                 | Pentium 150 MHz                        | Pentium II 300 MHz eller mere          |
| Hukommelse                | 32 MB RAM                              | 64 MB RAM eller mere                   |
| Skærmkort og skærm        | VGA                                    | Super VGA eller højere opløsning       |
| Ledig plads på harddisken | 320 MB                                 | 2 GB eller mere                        |
| Drev                      | Diskettedrev, og CD-ROM                | Diskettedrev, og CD-ROM eller bedre    |
| Enheder                   | Tastatur og mus                        | Tastatur og mus                        |
| Andet                     | Lydkort, højttalere, og hovedtelefoner | Lydkort, højttalere, og hovedtelefoner |

Windows Me Setup programmet indeholder en udokumenteret "/nm" funktion der fortæller installationen at den skal ignorere kravene for hardware.

## Ekstern henvisning
- Windows Millennium Systemkrav (engelsk)